# Kyle Boller
Kyle Bryan Boller (* 17. Juni 1981 in Burbank, Kalifornien) ist ein ehemaliger US-amerikanischer American-Football-Spieler auf der Position des Quarterbacks. Er spielte für die Baltimore Ravens, die St. Louis Rams und die Oakland Raiders in der National Football League (NFL).
Boller spielte College Football für die University of California, Berkeley. Er wurde in der NFL Draft 2003 von den Baltimore Ravens als 19. Spieler in der ersten Runde ausgewählt. Er spielte für die Ravens von 2003 bis 2008, für die St. Louis Rams im Jahr 2009 sowie für die Oakland Raiders von 2010 bis 2011. Kyle Boller wog damals 100 kg und ist 1,91 m groß.

## Persönliches Leben
Boller heiratete im Juli 2010 das US-amerikanische Model und ehemalige Miss California USA 2009 Carrie Prejean. Das Paar hat eine Tochter und einen Sohn.